# Empire State of Mind
Empire State of Mind este cel de-al doilea disc single extras de pe albumul The Blueprint 3, al cântărețului american Jay-Z. Fiind o colaborare cu Alicia Keys, piesa a câștigat popularitate în unele regiuni ale Europei, dar și în America de Nord.